# День Д

План уторгнення на територію Франції. Операція «Оверлорд». 1944

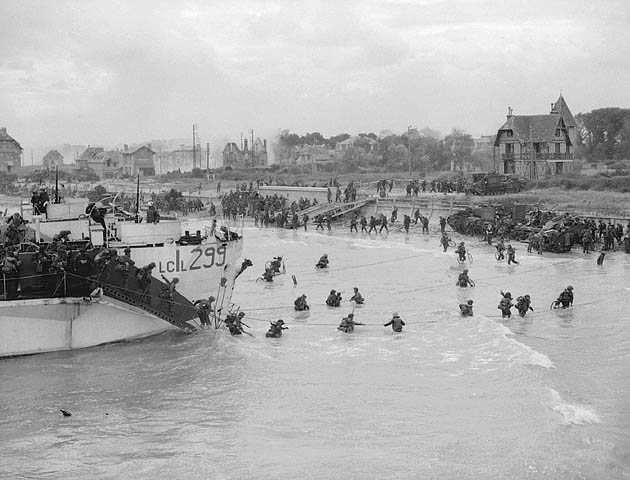
Висадка канадських військ на плацдарм «Джуно»

День Д — це загальноприйнятий у військовій справі термін, яким позначається день початку військової операції. Найбільш відома операція, яка пов'язана з датою «День Д» — це 6 червня 1944, коли війська західних союзників розпочали операцію «Оверлорд», висадкою повітряного та морського десантів на узбережжя французької Нормандії.
Проте, військовий термін «День Д» використовувався як до висадки англо-американців у Франції, так і після.
Терміни «День Д» та «Час Ч» звичайно використовуються для позначення дати та години, з яких розпочинається ведення бойових дій. При цьому необов'язково, щоб ці терміни було прив'язано до конкретної дати, а також із метою дотримання режиму таємності.
Під час розробки плану операції, військові використовують цифрове позначення, що додається до дати (часу) початку цих дій. У залежності до цього, позначення може бути як зі знаком «+», так і мати знак «-». Так, «Ч-3.00» — позначає, що цей вид діяльності розпочинається рівно за три години до початку операції, «Д+3» — запланована дія або становище військ через 3 доби після початку операції.

## Історія
Одне з найдавніших використань цих термінів армією Сполучених Штатів, яке вдалося знайти Центру військової історії армії США, було під час Першої світової війни. У польовому наказі № 9 Першої армії Американських експедиційних сил від 7 вересня 1918 року: «Перша армія наступатиме у час Ч дня Д з метою форсувати евакуацію Сент-Міхіельського виступу».
День Д для вторгнення союзників у Нормандію спочатку був призначений на 5 червня 1944 року, але через погану погоду та високих хвиль на морі генерал армії США Дуайт Девід Ейзенхауер відклав до 6 червня, і з тих пір цю дату часто згадують як коротка назва «день Д». Через конотацію з вторгненням у Нормандію планувальники пізніших військових операцій іноді уникали цього терміна, щоб уникнути плутанини. Наприклад, вторгнення Дугласа Макартура в Лейте почалося в «день A», а вторгнення на Окінаву — в «день L». Запропоновані союзниками вторгнення до Японії мали розпочатися в «день Х» (на Кюсю, запланований на листопад 1945 року) і «день Y» (на Хонсю, запланований на березень 1946 року).